# Oskołkowo (Kraj Ałtajski)
Oskołkowo (ros. Осколково) – wieś w Rosji, w Kraju Ałtajskim, w rejonie alejskim. W 2010 liczyła 805 mieszkańców.